# 三升亭小勝 (2代目)
2代目三升亭 小勝（みますてい こかつ、生年月日不詳 - 1872年（明治5年）9月28日）は落語家。本名は富沢 常吉。
新派の俳優伊志井寛の祖父にあたり、佐ノ家常吉とも呼ばれたが、これは「佐ノ家」という染物業を下谷龍泉寺で営んでいた事からこの亭号を使っていた。

## 経歴
- 落語家としては、最初初代三升亭小勝の門で三升亭小鉄を名乗る。
- 後に本名から一時とって小常と改める。
- 更に慶応元年ごろに2代目小勝を襲名した。

## 弟子
- 3代目三升亭小勝
- 2代目三升家勝蔵（後の6代目司馬龍生）
- 三升亭小勇（後の2代目笑福亭梅鶴）

## 家族
- 初代鶴賀鶴賀斎（富沢ます）（妻）[注 1]
- 2代目鶴賀鶴賀斎（長女）
- 竹本清之助（富沢つね）（次女）[注 2]4代目小勝と結婚した。
- 伊志井寛（孫）
- 石井ふく子（養曾孫）
- 石井麗子（玄孫）
- 石井希和（玄孫）